# Eva Guidi
Eva Guidi (1º giugno 1968) è una politica sammarinese, dal 24 ottobre 2018 Segretario di Stato per le finanze e il bilancio della Repubblica di San Marino.

## Biografia
Laureata in Economia e Commercio e master in Comunicazione, ha lavorato come impiegata nel settore bancario dal 1993 ed ha ricoperto l'incarico di presidente della Commissione di vigilanza e di membro del Consiglio direttivo della Confederazione Sammarinese del Lavoro.
Nel novembre 2017 è eletta segretario del partito SSD (Sinistra Socialista e Democratica), incarico da cui si dimette quando undici mesi più tardi è eletta con 32 voti favorevoli e 20 contrari alla Segreteria di Stato per le Finanze sostituendo il dimissionario Simone Celli.

## Vita privata
Sposata, ha una figlia.